# Lijst van coaches van het Nieuw-Zeelands voetbalelftal (mannen)
Dit is een lijst van bondscoaches van het Nieuw-Zeelands voetbalelftal mannen.

## Bondscoaches
| Naam           | Land van herkomst | Begin periode    | Einde periode    | Prijzen                 | Opmerkingen/Wijze van vertrek |
| -------------- | ----------------- | ---------------- | ---------------- | ----------------------- | ----------------------------- |
| Ken Armstrong  | Engeland          | 1957             | 1964             |                         | [ 4 ]                         |
| Ljubisa Brocic | Joegoslavië       | 1 januari 1965   | 31 december 1966 |                         |                               |
| Juan Schwanner | Hongarije         | 1967             | 1968             |                         |                               |
| Ljubisa Brocic | Joegoslavië       | 1 januari 1969   | 31 december 1969 |                         |                               |
| Barrie Truman  | Engeland          | 1 juli 1970      | 30 juni 1976     | Oceanisch kampioenschap |                               |
| Wally Hughes   | Engeland          | 1 februari 1977  | 30 juni 1978     |                         |                               |
| John Adshead   | Engeland          | 1 januari 1979   | 30 juni 1983     |                         |                               |
| Allan Jones    | Engeland          | 1983             | 1984             |                         |                               |
| Kevin Fallon   | Engeland          | 1 januari 1985   | 31 december 1988 |                         |                               |
| John Adshead   | Engeland          | 1 januari 1989   | 31 december 1989 |                         |                               |
| Ian Marshall   | Schotland         | 1 januari 1990   | 31 juli 1993     |                         |                               |
| Bobby Clark    | Schotland         | 1 juli 1994      | 30 juni 1996     |                         |                               |
| Joe McGrath    | Ierland           | 1 januari 1997   | 30 juni 1998     |                         |                               |
| Ken Dugdale    | Engeland          | 1 juli 1998      | 30 juni 2002     | Oceanisch kampioenschap |                               |
| Mick Waitt     | Engeland          | 1 juni 2002      | 1 juli 2004      | Oceanisch kampioenschap |                               |
| Ricki Herbert  | Nieuw-Zeeland     | 25 februari 2005 | 21 november 2013 | Oceanisch kampioenschap |                               |
| Neil Emblen    | Engeland          | 22 november 2013 | 4 augustus 2014  |                         |                               |
| Anthony Hudson | Engeland          | 5 augustus 2014  | 30 november 2017 | Oceanisch kampioenschap |                               |
| Fritz Schmid   | Zwitserland       | 23 februari 2018 | 21 juni 2019     |                         |                               |
| Des Buckingham | Engeland          | 22 juni 2019     | 25 augustus 2019 |                         |                               |
| Danny Hay      | Nieuw-Zeeland     | 26 augustus 2019 | 31 oktober 2022  |                         |                               |
| Darren Bazeley | Engeland          | 1 november 2022  |                  |                         |                               |

NZF · A-internationals · Bondscoaches · Statistieken · N-Zeelands vrouwenelftal · Olympisch elftal · N-Zeeland U21 · N-Zeeland U20 · N-Zeeland U19 · N-Zeeland U18 · N-Zeeland U17
1920 – 1949 ·
1950 – 1959 ·
1960 – 1969 ·
1970 – 1979 ·
1980 – 1989 ·
1990 – 1999 ·
2000 – 2009 ·
2010 – 2019 ·
2020 − 2029
WK 1982 ·
WK 2010
OS 2008 ·
OS 2012 ·
OS 2020
1922 · 
1923 · 
1924 · 
1925–1926 ·
1927 · 
1928–1932 ·
1933 · 
1934–1935 ·
1936 · 
1937 · 
1938–1945 ·
1946 · 
1947 · 
1948 · 
1949–1950 ·
1951 · 
1952 · 
1953 ·
1954 · 
1955 · 
1956 ·
1957 · 
1958 · 
1959 · 
1960 · 
1961 · 
1962 · 
1963 ·
1964 · 
1965–1966 ·
1967 · 
1968 · 
1969 · 
1970 · 
1971 · 
1972 · 
1973 · 
1975 · 
1976 · 
1977 · 
1978 · 
1979 · 
1980 · 
1981 · 
1982 · 
1983 · 
1984 · 
1985 · 
1986 · 
1987 · 
1988 · 
1989 · 
1990 · 
1991 · 
1992 · 
1993 · 
1994 · 
1995 · 
1996 · 
1997 · 
1998 · 
1999 · 
2000 · 
2001 · 
2002 · 
2003 · 
2004 · 
2005 · 
2006 · 
2007 · 
2008 · 
2009 · 
2010 · 
2011 · 
2012 · 
2013 ·
2014 ·
2015 ·
2016 ·
2017 ·
2018 ·
2019 ·
2020 ·
2021 ·
2022 ·
2023 ·
2024
Australië ·
Bahrein ·
Botswana ·
Brazilië ·
Canada ·
Chili ·
China ·
Colombia ·
Congo-Kinshasa ·
Cookeilanden ·
Costa Rica ·
Curaçao ·
Duitsland ·
Egypte ·
El Salvador ·
Engeland ·
Estland ·
Fiji ·
Frankrijk ·
Gambia ·
Georgië ·
Ghana ·
Griekenland ·
Honduras ·
Hongarije ·
Ierland ·
India ·
Indonesië ·
Irak ·
Iran ·
Israël ·
Italië ·
Jamaica ·
Japan ·
Jordanië ·
Kenia ·
Koeweit ·
Libanon ·
Litouwen ·
Maleisië ·
Marokko ·
Mexico ·
Myanmar ·
Nieuw-Caledonië ·
Noord-Ierland ·
Noorwegen ·
Oezbekistan ·
Oman ·
Papoea-Nieuw-Guinea ·
Paraguay ·
Peru ·
Polen ·
Portugal ·
Qatar ·
Rusland ·
Salomonseilanden ·
Samoa ·
Saoedi-Arabië ·
Schotland ·
Servië ·
Singapore ·
Slovenië ·
Slowakije ·
Soedan ·
Sovjet-Unie ·
Spanje ·
Tahiti ·
Taiwan ·
Tanzania ·
Thailand ·
Trinidad en Tobago ·
Tunesië ·
Turkije ·
Uruguay ·
Vanuatu ·
Venezuela ·
Verenigde Arabische Emiraten ·
Verenigde Staten ·
Wales ·
Wit-Rusland ·
Zuid-Afrika ·
Zuid-Korea ·
Zuid-Vietnam ·
Zweden
Italië (2010) ·
Schotland (1982) · 
Slowakije (2010)